# Black & White Records
Black & White Records war ein US-amerikanisches Jazz-, Country- und Blues Plattenlabel der 1940er und 1950er Jahre. 

## Geschichte

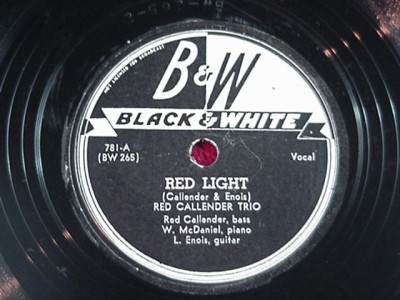
78er von Black & White Records des Red Callender Trio von 1946 mit Willard McDaniel (p) und Leonard „Lucky“ Enois (g): „Red Light“/„Be Happy Pappy“

Black & White Records wurde 1943 von Les Schriber in Brooklyn gegründet. 1945 wurde das Label an Paul Reiner und seine Frau Lillian verkauft und hatte seinen Sitz in Los Angeles. Dort produzierte Ralph Bass Aufnahmen für das Label.
Black & White Records veröffentlichte aufgrund seiner Geschichte einerseits in den späten 1940er Jahren Aufnahmen von Solisten und Bands, die in den New Yorker Jazzclubs der 52nd Street auftraten und nach Ansicht von Jürgen Wölfer „eine aufschlussreiche Dokumentation dieser Szene“ bieten. Dazu gehören Rod Cless, George Wettling, Hank Duncan, Dick Cary, Art Hodes, Erroll Garner, Joe Marsala oder Etta James/Barney Bigard. Andererseits hat das Label Bands von der Westküste aufgenommen, etwa Red Callender, Jack McVea, Earle Spencer, Wilbert Baranco oder Gerald Wilson. Die erste Produktion des Labels in Los Angeles war 1946 eine Aufnahme von Jack McVea „Open the Door, Richard“, der bis auf Platz 2 der R&B-Charts vorkam. Lena Horne nahm für das Label 1946 und 1947 zwei Alben auf. Black & White hatte Ende der 1940er Jahre auch Anteil an dem Erfolg des Rhythm and Blues mit Einspielungen von Helen Humes, Roosevelt Sykes und T-Bone Walker. Auf dem Label erschienen außerdem Titel von Willie Smith, den Spirits of Rhythm, Will Osborne, Ivie Anderson, Jan Garber, Howard McGhee, Phil Moore, Nat Jaffe und Ernestine Anderson.
Später wurde der Katalog von Capitol Records übernommen. Das Pickwick-Label hat fünf CDs mit Jazzaufnahmen des Labels wiederveröffentlicht. 